# Psyllaephagus pauliani
Psyllaephagus pauliani är en stekelart som först beskrevs av Jean Risbec 1952.  Psyllaephagus pauliani ingår i släktet Psyllaephagus och familjen sköldlussteklar. Inga underarter finns listade i Catalogue of Life.